# Nephelium daedaleum
Nephelium daedaleum är en kinesträdsväxtart som beskrevs av Ludwig Radlkofer. Nephelium daedaleum ingår i släktet Nephelium och familjen kinesträdsväxter. Inga underarter finns listade i Catalogue of Life.